# Loi 115
Lire en ligne

[PDF] texte officiel

La Loi faisant suite aux décisions judiciaires en matière de langue d’enseignement (« loi 115 ») est une loi modificatrice québécoise du gouvernement Charest qui modifie notamment la Charte de la langue française en réponse au jugement Nguyen c. Québec de la Cour suprême du Canada.
La loi délègue au Conseil des ministres le soin de définir les modalités par lesquelles un enfant peut accéder à l'école anglaise subventionnée au Québec, le principal critère étant la fréquentation d'une école anglaise non subventionnée durant trois ans ou plus. 
Le projet de loi no 115 a été déposé à l'Assemblée nationale du Québec le 18 octobre 2010 par la ministre responsable de l'application de la Charte de la langue française, Christine St-Pierre. Le gouvernement a utilisé la procédure du bâillon, qui permet de faire adopter le projet de loi en limitant les débats à l'Assemblée nationale du Québec. La loi a donc été adoptée dès le lendemain, le 19 octobre 2010.

## Contexte et conséquences
En 2002, le gouvernement péquiste de Bernard Landry avait adopté la loi 104 pour régler le problème des « écoles passerelles ». Une école-passerelle est une école privée anglophone qui échappe à la loi 101 parce qu'elle n'est pas subventionnée, où des parents francophones ou allophones peuvent donc inscrire leur enfant en première année du primaire afin d'acquérir le droit d'inscrire le même enfant à l'école anglaise publique (donc gratuite) dès la deuxième année et pour la suite de son parcours scolaire. Cette loi avait été aussitôt contestée; la Cour d'appel du Québec l'ayant déclarée inconstitutionnelle, le gouvernement québécois en avait appelé à la Cour suprême. 
En 2009, dans l'arrêt Nguyen c. Québec, la Cour suprême reconnaît que les parents qui se prévalent des écoles passerelles le font sciemment pour contourner la loi 101, mais elle invalide tout de même la loi 104, qu'elle trouve excessive, précisant qu'il faut tenir compte du « parcours scolaire authentique » de chaque enfant. Un tollé se lève au Québec, et de nombreux intervenants (notamment le Parti québécois, le Mouvement national des Québécois et bon nombre de chroniqueurs) réclament que le gouvernement applique la « clause nonobstant » de la Charte canadienne des droits et libertés. Cette clause autorise un gouvernement provincial à se soustraire à une obligation de la Charte, en vertu de laquelle la Cour suprême a rendu sa décision. Le gouvernement Charest s'y refuse, notamment pour préserver sa base électorale anglophone, farouchement opposée à cette option. On accouche finalement d'une grille d'évaluation comportant de multiples critères; la loi 115 permet la prise d'un règlement instaurant cette grille. Le principal critère adopté est celui d'avoir fréquenté une école anglaise non subventionnée durant non pas une seule année, mais trois. 
Avant l'adoption de la loi 104, on comptait 1 100 cas par année d'enfants passant ainsi à travers les mailles du filet de la loi 101. En 2012, après l'adoption de la loi 115, on n'en comptait plus qu'une trentaine.

## Adoption
La loi avait d'abord été présenté sous le titre Loi modifiant la Charte de la langue française et d’autres dispositions législatives (projet de loi no 103). Toutefois, jugeant que les débats s'éternisaient, le gouvernement a abandonné ce projet de loi pour présenter le projet de loi no 115, plus succinct.
La loi 115 a été adopté par l'Assemblée nationale le 19 octobre 2010 avec 61 voix contre 54.